# L'Appel de la couette

L'Appel de la couette était un talk show hebdomadaire présenté par Nagui de la rentrée 1996 jusqu'en janvier 1997 sur TF1.
La première diffusion a lieu le 23 septembre 1996. Nagui et ses invités (acteurs, comiques, chanteurs...) parlent de leur actualité et réagissent face à des phénomènes de société. Le studio est transformé en chambre avec Nagui qui présente les presque deux heures d'émission en pyjama. En fin de soirée, l'émission se transforme en mini-concert pour permettre à un artiste d'interpréter, en direct sur le plateau, ses chansons (comme Jean-Jacques Goldman, The Cure, Bryan Adams...) 
Après quelques mois, les audiences n'ont toujours pas décollé et l’émission s’arrêtera en janvier 1997.